# Luigi Tomasini
Alois Luigi Tomasini, także Aloys lub Aloysius Lodovico Tommasini (ur. 22 czerwca 1741 w Pesaro, zm. 25 kwietnia 1808 w Eisenstadt) – włoski kompozytor i skrzypek.

## Życiorys
W 1757 roku został przyjęty na służbę u przebywającego wówczas we Włoszech księcia Paula II Antona Esterházyego. W 1759 roku został wysłany na dalsze studia muzyczne do Wenecji, przypuszczalnie był też uczniem Leopolda Mozarta. Na dworze Esterházych przyjaźnił się i współpracował z Josephem Haydnem, od 1761 roku był pierwszym skrzypkiem kapeli książęcej. W 1771 roku został członkiem Tonkünstler-Sozietät w Wiedniu. Po rozwiązaniu kapeli Esterházych w 1790 roku jako jeden z nielicznych jej członków został zatrzymany na dworze, a po jej restytuowaniu w 1794 roku otrzymał posadę kapelmistrza. Od 1802 roku był odpowiedzialny na dworze za muzykę kameralną.
Tworzył głównie utwory na skrzypce lub baryton. Skomponował m.in. 3 symfonie, 2 koncerty skrzypcowe, około 30 kwartetów smyczkowych, 24 divertimenta na baryton, skrzypce i wiolonczelę. W kwartetach smyczkowych Tomasiniego widoczne jest stopniowe odejście od stylistyki szkoły wiedeńskiej w kierunku złożonej pracy motywicznej oraz powagi i liryzmu. Był cenionym wirtuozem, Joseph Haydn zadedykował mu swój Koncert skrzypcowy C-dur (Hob. VIIa/1) oraz kilka kwartetów.
Jego synowie Anton i Alois zostali skrzypkami i kompozytorami, natomiast córki Josepha i Elisabetha śpiewaczkami.